# アン (イギリス女王)
アン（英: Anne Stuart, 1665年2月6日 - 1714年8月1日）は、最後のイングランド王国・スコットランド王国君主（女王、在位：1702年4月23日 - 1707年4月30日）で、最初のグレートブリテン王国君主（女王、在位：1707年5月1日 - 1714年8月1日）、及びアイルランド女王。ステュアート朝最後の君主でもある。ブランデー好きであったことから、ブランデー・ナン（英: Brandy Nan）の異名で知られている。

## 生涯

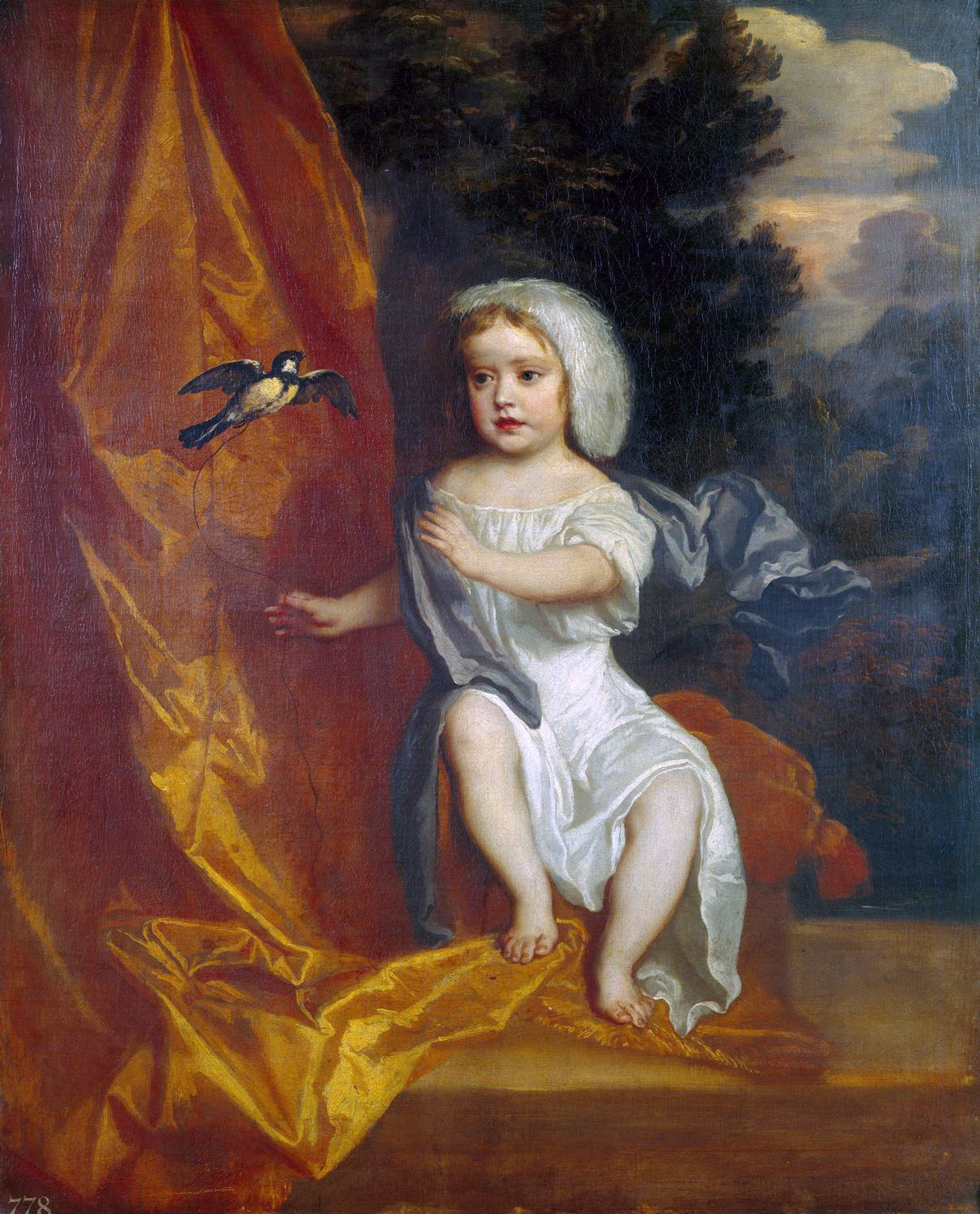
幼少期（レリー画）

### 生い立ち
1665年、ヨーク公ジェームズ（後のジェームズ2世）と最初の妃でクラレンドン伯爵エドワード・ハイドの娘アン・ハイドの次女として生まれた。姉にメアリー2世がいる。
この他、嫡出の異母弟にジェームズ（老僭王）、異母妹にルイーザがおり、この他にジェームズ・フィッツジェームズら庶出の異母弟妹も複数いる。
姉と共に後のロンドン主教ヘンリー・コンプトンの下でプロテスタントとして育てられたが、教養があまりなく、読書や芸術よりスポーツや乗馬を好んだ。父の宮廷の女官で、後にマールバラ公ジョン・チャーチル夫人となるサラ・ジェニングスは少女時代からの親しい友人である。

### 結婚
1683年7月28日にデンマーク・ノルウェー王フレデリク3世の次男でクリスティアン5世の弟ヨウエン（ジョージ）と結婚した。ジョージは1689年にカンバーランド公に叙されている。
夫婦仲はよく、毎年のように妊娠したが（合計17回）、双子を含め6回の流産、6回の死産を経験した。1685年に産まれたメアリー、1686年に産まれたアン・ソフィアは2年も経たないうちに天然痘で命を落としている。1689年7月、ハンプトン・コート宮殿でグロスター公ウィリアムを出産したが、ウィリアムも生来の水頭症がたたり、11歳の時に猩紅熱で命を落とすことになった。1690年に産まれた女児、1692年に産まれた男児もそれぞれ生後数時間で死亡している。不幸な出産の原因は、抗リン脂質抗体症候群（APS）を患っていたためとされている。

### 名誉革命
1688年の名誉革命では、姉の夫で従兄でもあるオランダ総督のオラニエ公ウィレム3世がイングランドに上陸すると、ロンドンからサラと共に脱出してウィレム3世のもとに投降した。父が追放された後、姉夫婦がメアリー2世・ウィリアム3世として共に即位するが、2人に子がなかったので、早くから王位継承者の候補と目されるようになり、ホワイトホール宮殿の一室を与えられ、そこで生活した。
しかし1692年、ジェームズ2世の元の寵臣であった将軍マールバラ伯ジョン・チャーチルが、旧主ジェームズと極秘裏に通信した疑惑によりロンドン塔へ投獄された時、マールバラ伯がアンの友人サラを妻としていたためにアンは投獄に反対し、ウィリアム3世・メアリー2世と仲違いした。この事件以降、アンはメアリー2世と絶交状態になり、親交があったサマセット公チャールズ・シーモアとエリザベス・シーモア夫妻から借りたロンドン郊外のサイオン・ハウスに引っ越して宮廷から遠ざかったが、メアリー2世が1694年に死去するとウィリアム3世と和解、セント・ジェームズ宮殿に移り住んだ。

### 即位とその治世

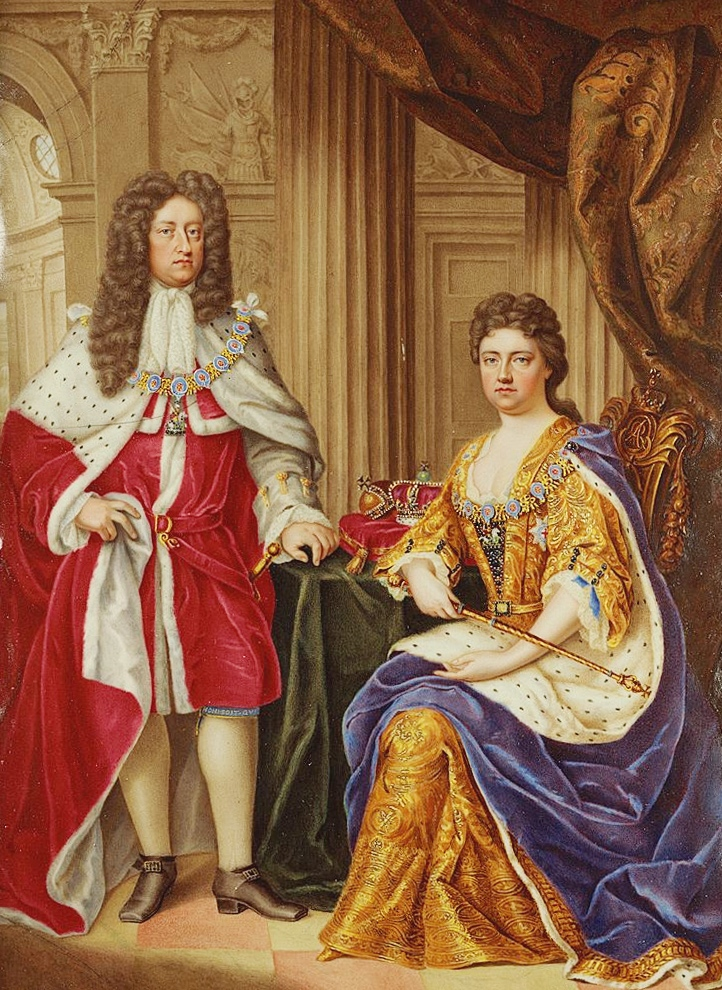
アン女王とジョージ王配（1706年画）

メアリー2世死後に単独統治を続けていたウィリアム3世が1702年に没すると、アンがイングランド、スコットランド、アイルランドの女王に即位した。夫ジョージは「女王の配偶者」（王配、Prince Consort）及び海軍総司令官の地位を与えられたが、統治者としての君臨は行わなかった。
アンが即位した時、先王の生前に準備されていたスペイン継承戦争が本格化し、イングランドはオランダと共にオーストリアと同盟して、フランスおよびスペインと戦うことになった。アンは友人の夫マールバラ伯をイングランド軍総司令官に任命してフランドル・ドイツに派遣し、マールバラ伯の友人シドニー・ゴドルフィンを大蔵卿に任命して戦争を遂行させた。
マールバラ伯はネーデルラント戦線（現ベルギー）で大きな戦果を挙げ、アンは彼をマールバラ公爵に叙任した。1704年にはマールバラ公は南ドイツで行われたブレンハイムの戦いでフランス軍を破る大戦果をあげ、その後もフランドル方面で戦勝を重ねた。ブレンハイムの戦勝を記念してマールバラ公に恩賞を与えオックスフォードシャーの領地を授与、邸宅建築の資金提供も決定した。この場所で建設されたのがブレナム宮殿である。
また、スペインとの戦いでは、イギリス艦隊がスペインのジブラルタルを陥落させた。イギリスとフランスが北アメリカの植民地で繰り広げた戦いはアン女王戦争と呼ばれているが、こちらは決着がつかなかった。
戦争中の1707年5月1日には、イングランド・スコットランド両国の合同法が成立し、ジェームズ1世以来100年余りにわたって同君連合を結んできた両国は正式に統合されたグレートブリテン王国になり、アンはグレートブリテン王国最初の君主となった。統合が成立した背景には、後述の王位継承問題が絡んでいた。
1708年にスコットランド民兵法案の裁可を拒否する形で拒否権を発動。これはイギリス政治史で2024年時点で最後の国王の拒否権発動である。

### サラとの決別

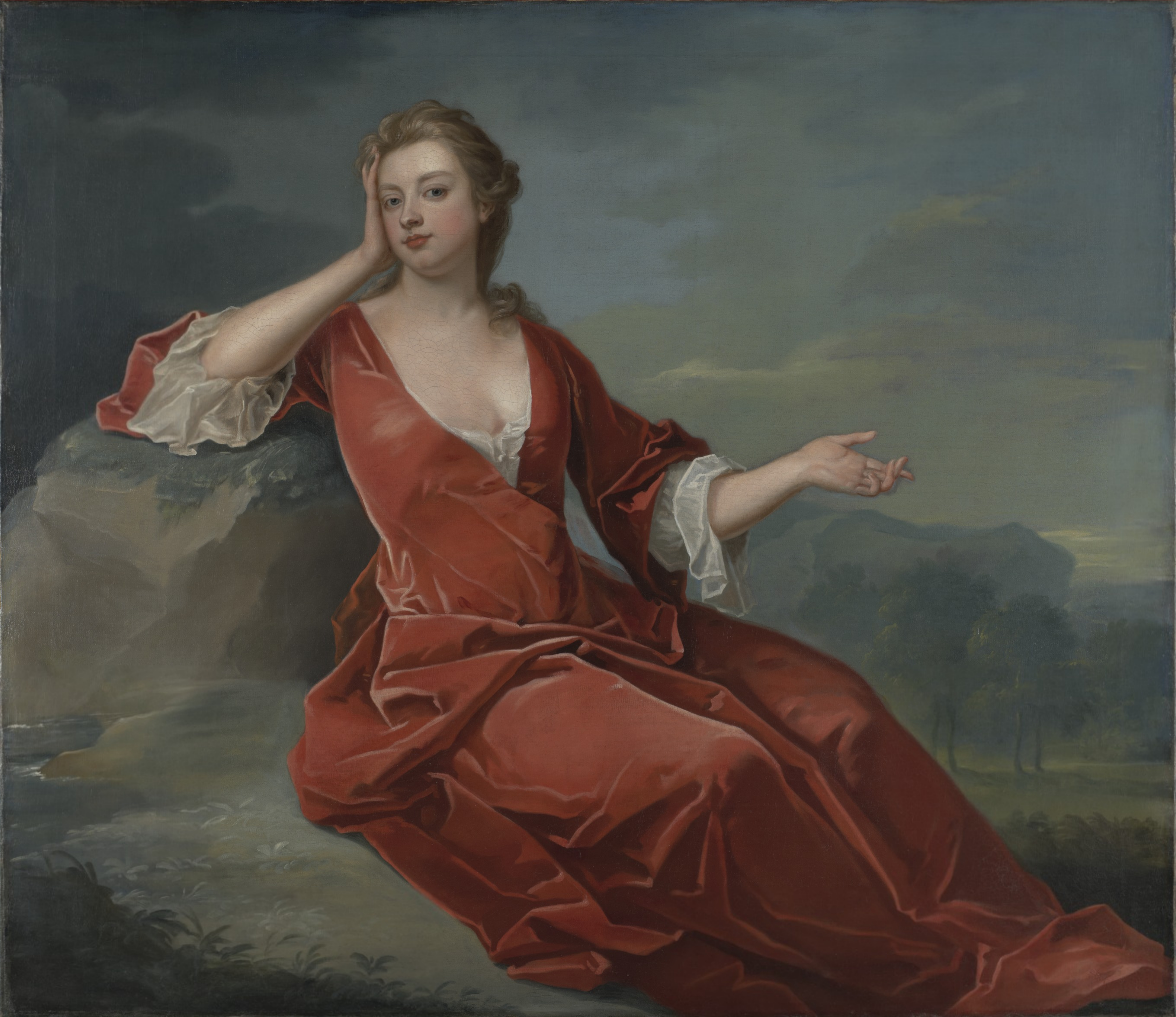
マールバラ公爵夫人サラ

マールバラ公爵夫人となったサラは女王の側近にあって夫の代弁者となり、戦争の遂行を女王に進言していたが、次第に女王は和平推進派に傾き始め、サラを疎むようになった。また、サラが支持していたホイッグ党を嫌っていて、1705年からゴドルフィンが政権運営の必要上ホイッグ党と連携したことにも不満を抱き、サラの従妹アビゲイル・メイシャムを重用しトーリー党に近付いていった。
1710年、アンはついにサラを宮廷から追放、同年に行われた選挙の結果、和平推進派のトーリー党が政権の座についた。ゴドルフィンは更迭されトーリー党の指導者ロバート・ハーレー、ヘンリー・シンジョンらが政権の頂点に立ち和平に動き、マールバラ公の軍資金横領疑惑の調査が行われ、翌年に横領が報告されてマールバラ公は失脚した。主戦論者マールバラ公の失脚でスペイン継承戦争は和平交渉が開始され、1713年にユトレヒト条約が締結された。この条約でイギリスは、現在に至るまで領有しているジブラルタルなど複数の海外領土を獲得した。
アンは肥満体質（ブランデーの飲み過ぎが原因だったと伝えられている）で、どこへ行くにも輿に乗っていたが、晩年は全く歩くことができないほど肥満が進み、宮殿内を移動するにも車椅子を使っていた。崩御後の棺桶は正方形に近いものだったという。また、旧友の1人エリザベス・シーモアとは死去するまで親交を結び、エリザベスを戯詩『ウィンザーの予言』で非難したジョナサン・スウィフトに対して昇進を妨害している。

### 後継者問題
姉メアリー2世夫妻及びアン女王には成人した子がいなかったので、即位前から、後継者問題が生起していた。先述の通り、アン女王は幾度も妊娠し出産していたが、水頭症を患うグロスター公ウィリアム王子以外は乳児のうちに夭折していた。
アンには父に従ってフランスに亡命した異母弟ジェームズがいたが、ジェームズはカトリック信者であり、プロテスタント中心で、かつカトリックの王による専制復活を警戒する議会勢力は即位を望まなかった。そこで、ステュアート家の血を引きプロテスタントである唯一の人物、ソフィア（ハノーファー選帝侯エルンスト・アウグスト妃ゾフィー、アンの曾祖父ジェームズ1世の外孫にあたる）が注目を受ける。
1700年、唯一成長した王子ウィリアムを11歳で失い、また女王も36歳の直前に17回目の妊娠で男児を死産した。1701年、ソフィア及びその子孫のみが継承者となるべきことを定めた王位継承法が議会で制定された。
アン女王が1714年8月1日に崩御するとステュアート朝は断絶した。これに先立ち、6月にソフィアも逝去していたため、その長男（女王の又従兄）であるハノーファー選帝侯ゲオルク・ルートヴィヒが英国に迎えられ、ジョージ1世として即位した。
ハーレー・シンジョンらは晩年のアンの信任を失いジョージ1世からも見限られていたためホイッグ党の逆襲を受け失脚、ジェームズの王位奪還を目指したジャコバイトの反乱も即座に鎮圧されホイッグ党政権が成立した。以後、ジョージ1世のハノーヴァー朝で議会制民主主義が発達していった。

## 子女

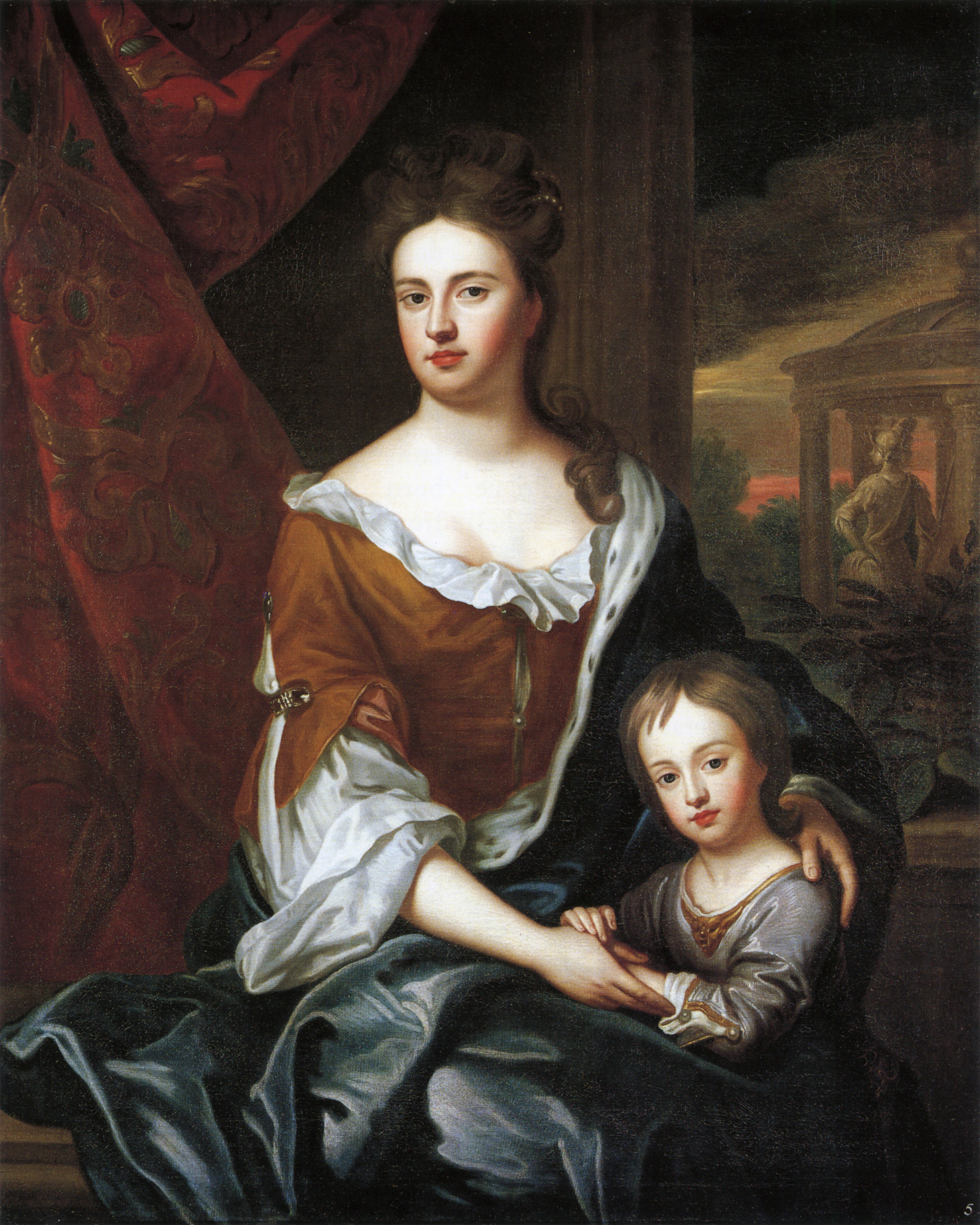
アンとウィリアム王子（1694年画）

6回の死産、6回の流産を含め生涯に17回妊娠したが、一人の子も成人しなかった。
- 女児（1684年） - 死産
- メアリー（1685年 - 1687年） - 天然痘で夭折
- アン・ソフィア（1686年 - 1687年） - 天然痘で夭折
- 流産（1687年）
- 男児（1687年） - 死産
- 流産（1688年）
- ウィリアム（英語版）（1689年 - 1700年） - 先天的に水頭症を患い、猩紅熱で夭折。
- メアリー（1690年） - 生後すぐ夭折
- ジョージ（1692年） - 生後すぐ夭折
- 女児（1693年） - 死産
- 流産（1694年）
- 女児（1696年） - 死産
- 流産（1696年）
- 流産（1697年）
- 流産（1697年）
- 男児（1698年） - 死産
- 男児（1700年） - 死産